# Parc national de la Majella
Le parc national de la Majella (Parco Nazionale della Majella) est un parc national de l'Italie situé dans les Abruzzes.
Il est centré sur le massif de la Majella, dont le plus haut sommet est le mont Amaro (2 793 m).
Le parc a une superficie de 740,95 km2. Le 21 avril 2021, le parc national de la Maiella a été déclaré géoparc mondial de l’UNESCO sous le nom de géoparc de la Majella,,.

## Faune
L’animal le plus représentatif des territoires de la Majella est le loup des Abbruzes qui est également présent dans le logo du parc. La population est estimée à 100 loups répartis en onze meutes à travers les principales chaînes de montagnes de la zone protégée. Des colliers GPS sont appliqués à 17 loups pour une surveillance continue. On pense que la densité de population de loups du parc national de la Majella est l’une des plus élevées d’Italie et du monde, même si on la compare au parc national de Yellowstone.
Il convient également de noter la présence d’espèces des animaux suivants:
- Dans les hautes pentes, l'isard des Apennins (Rupicapra pyrenaica ornata) qui a été réintroduit, après des décennies d’absence, en 1991 grâce à un programme de repeuplement mené par les autorités du parc national des Abruzzes ; aujourd'hui le parc compte environ 1 200 isards.
- L’ours brun de Marsican (Ursus arctos marsicanus)[4] est régulièrement présent dans les forêts de hêtres du parc national et les zones voisines, avec environ 20 individus, représentant l’une des plus grandes concentrations d’ours dans une zone protégée d’Italie centrale;
- L’aigle royal, avec six couples reproducteurs;
- Le cerf élaphe et le chevreuil qui ont également été réintroduits dans le parc après la Seconde Guerre mondiale, lorsqu’ils ont disparu des Apennins centraux.

Les amphibiens et les reptiles qui vivent dans ce paysage montagneux sont la salamandre à lunettes, le crapaud à bec jaune et la rare vipère d’Orsini.
L’épervier, la buse, la perdrix des rochers, le chocard à bec jaune, le faucon pèlerin et le milan sont également des espèces d’oiseaux importantes qui se reproduisent à l’intérieur du parc.
Enfin, d’autres mammifères qui prospèrent dans les forêts denses qui entourent le massif de la Majella sont le sanglier, le lièvre corse, la martre des pins, le chat sauvage européen, le renard roux, le blaireau européen et la rare loutre européenne.

## Tourisme
Le parc comprend pas moins de 500 km de sentiers pédestres à travers le massif. On y retrouve aussi des peintures rupestres dans la Grotta Sant'Angelo et la grotte de Cavallone, la seconde étant l'une des grottes les plus profondes qui soit accessible au public. La grotte de la louve a été découverte en 2015.

## Galerie

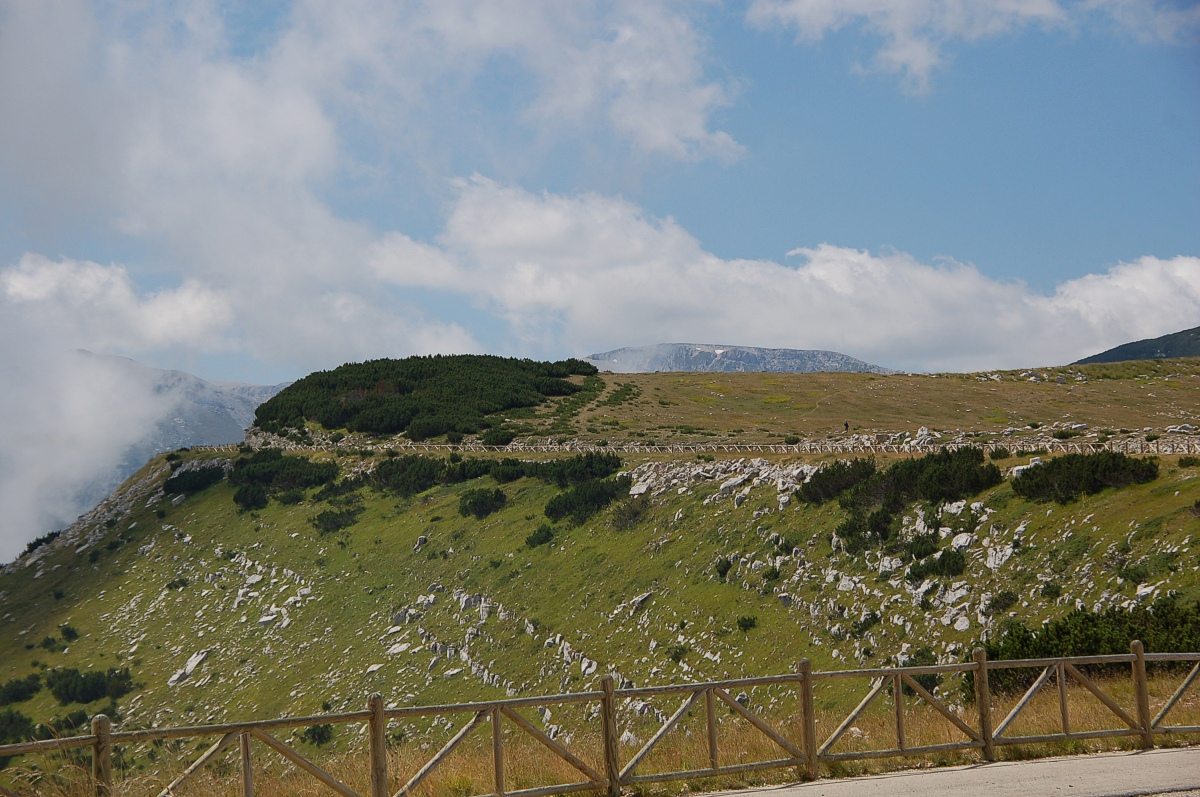
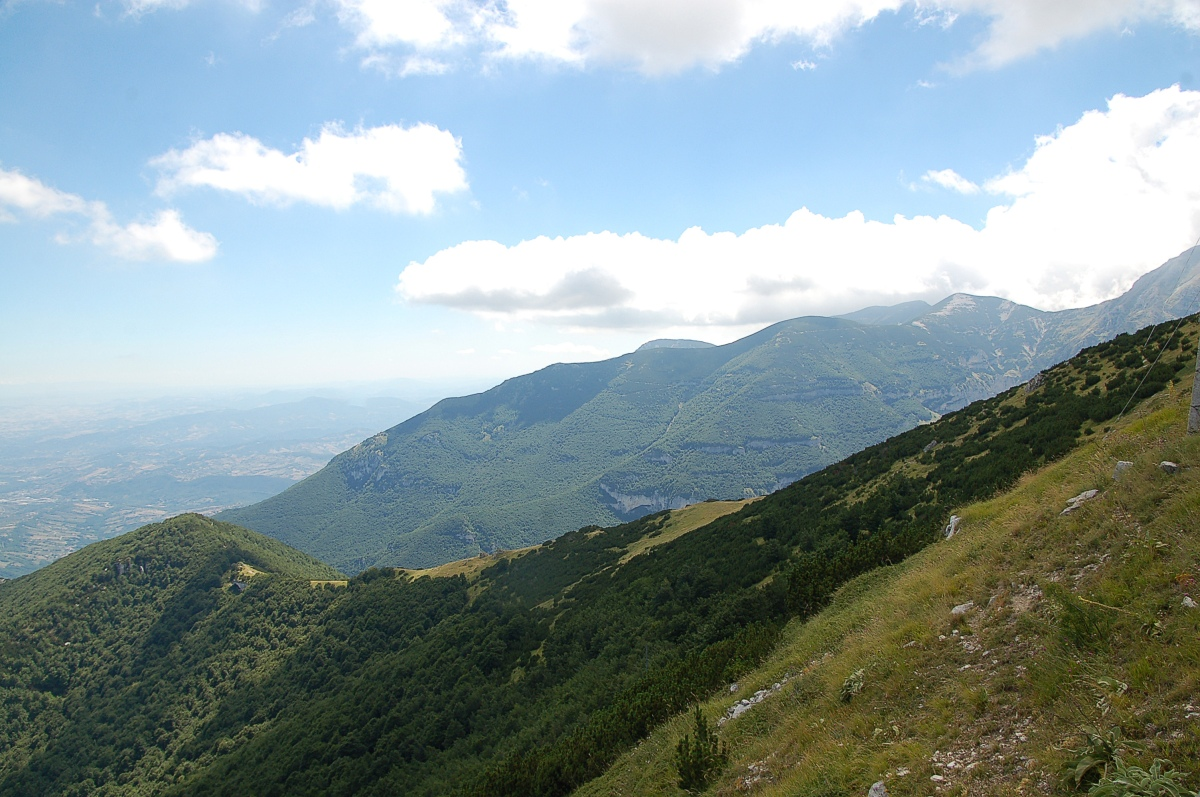
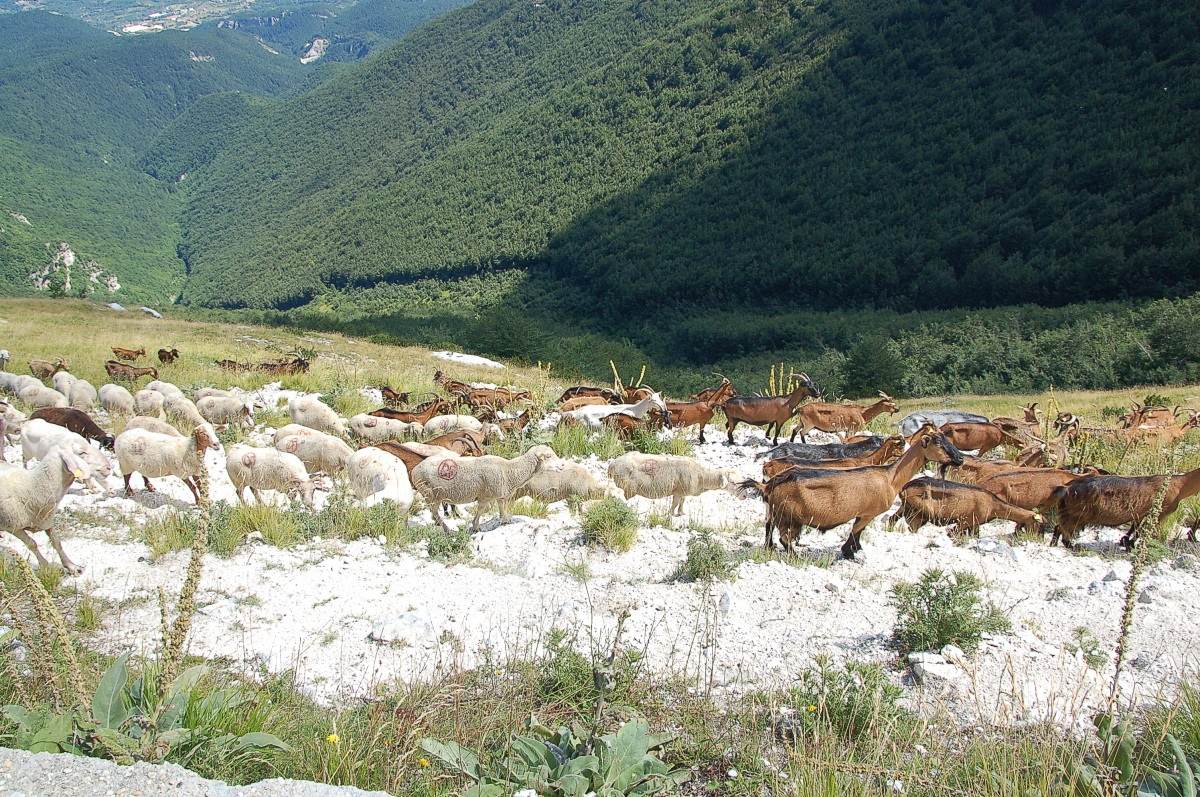
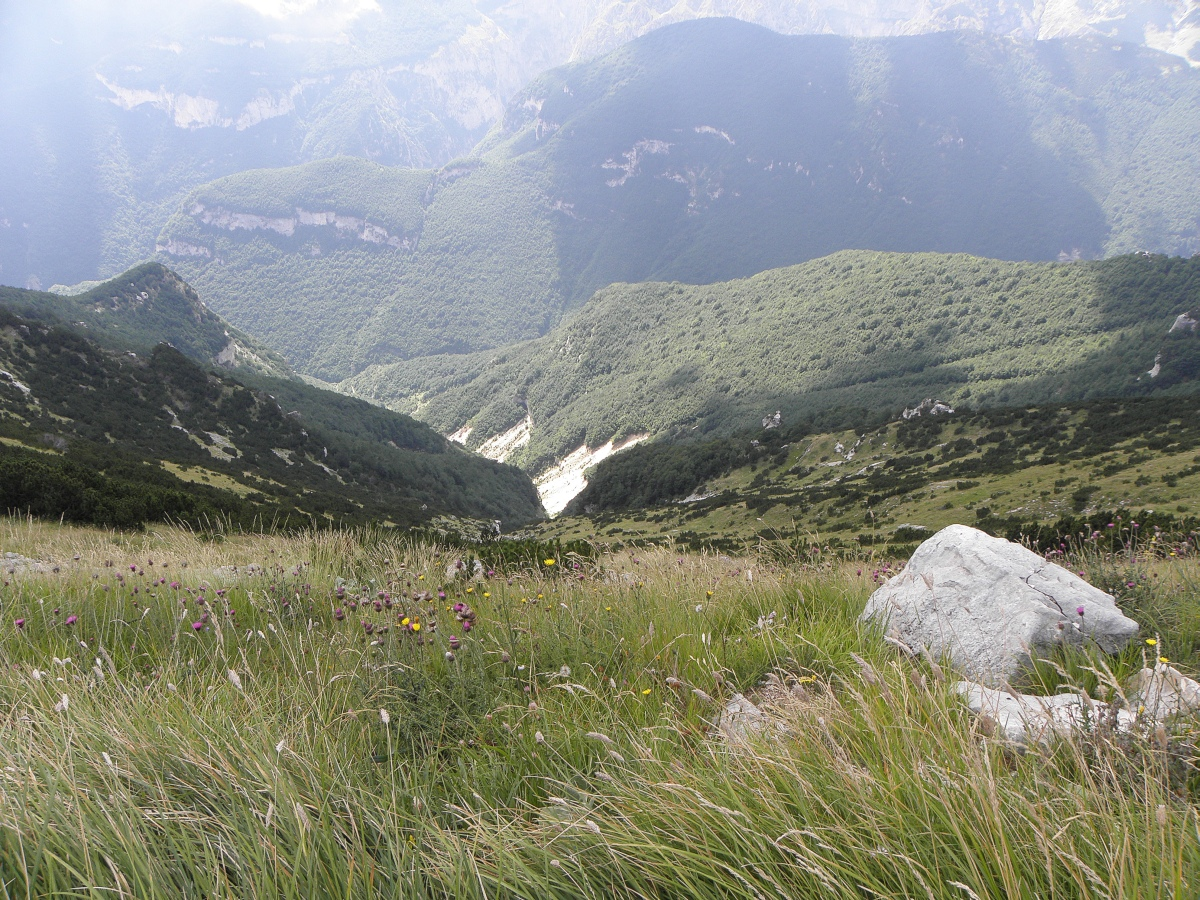